# 刘超 (1973年)
刘超（1973年6月—），女，汉族，湖北咸宁人，中国民主促进会会员。中华人民共和国政治人物、第十三届全国人民代表大会湖北省代表。

## 生平
2018年，刘超被选为湖北省出席第十三届全国人民代表大会代表。